# Achille Emaná
Achille Emaná Edzimbi známý jako Emaná (* 5. června 1982 Yaoundé) je bývalý kamerunský profesionální fotbalista, který hrál jako záložník.

## Klubová kariéra
Svou klubovou kariéru zahájil v klubu Toulouse FC, kde strávil většinu kariéry. Později hrál za Real Betis, Al Hilal FC, Al-Ahli Dubai, Gimnàstic de Tarragona a v několika dalších menších klubech včetně Mexika, Japonska a Indie. Kariéru ukončil v roce 2020 v Jaén.

## Reprezentační kariéra
Za Kamerunskou fotbalovou reprezentaci startoval 42krát, účastnil se Mistrovství světa ve fotbale 2010 a třech turnajů Afrického poháru národů.

## Úspěchy

### Toulouse FC
- Ligue 2: 2002–03

### Real Betis
- Segunda División: 2010–11

### Al-Ahli Dubaj
- Ligový pohár SAE: 2011-12

### Cruz Azul
- Liga mistrů CONCACAF: 2013–14

### Kamerun
- Vicemistr Afrického poháru národů: 2008
- Vítěz Konfederačního poháru FIFA: 2003